# Его превосходительство Эжен Ругон
«Его́ превосходи́тельство Эже́н Руго́н» (фр. Son Excellence Eugène Rougon) — роман французского писателя Эмиля Золя, входящий в его цикл «Ругон-Маккары». Произведение является шестым в этой серии произведений и вторым в рекомендованном порядке чтения.

## Сюжет
Роман рассказывает о старшем сыне Пьера Ругона — Эжене Ругоне, который уехав из провинциального Плассана в Париж, становится одним из соратников Наполеона III. Он помогает претенденту прийти к власти. После чего император назначает Эжена на высшие должности Второй Империи в Государственном совете и кабинете министров. Автор произведения описывает карьерные взлёты и падения Ругона на протяжении первого десятилетия правления Наполеона III.
Эжен Ругон опирается на своих друзей («клику»), которые ему помогают, получая взамен должности, ордена и успешное разрешение их деловых вопросов. Но желая всё больших «благодеяний» за счёт своего высокопоставленного патрона, они отворачиваются от него, находя нового покровителя.
Через роман сквозной линией проходит история дружбы и противостояния Ругона и молодой женщины Клоринды, стремящейся найти успешного мужа и занять значительное положение в обществе. Ругон жаждет её, но отвергает идею о браке.
Назначенный министром внутренних дел, Ругон проводит жёсткую и репрессивную политику, что помогает его противникам выставить Эжена в невыгодном свете перед Наполеоном III. Кроме того, в отместку за давнюю обиду Клоринда обходит Эжена в благосклонности императора. Спустя несколько лет Ругон находит в себе силы вновь вернуться на политический олимп, но уже как защитник новой либеральной политики императора. Соперники Ругона признают его силу.